# Kościół św. Jana Chrzciciela w Bielsku
Kościół świętego Jana Chrzciciela w Bielsku – rzymskokatolicki kościół parafialny należący do dekanatu bielskiego diecezji płockiej. Jedyny rejestrowany zabytek wsi.

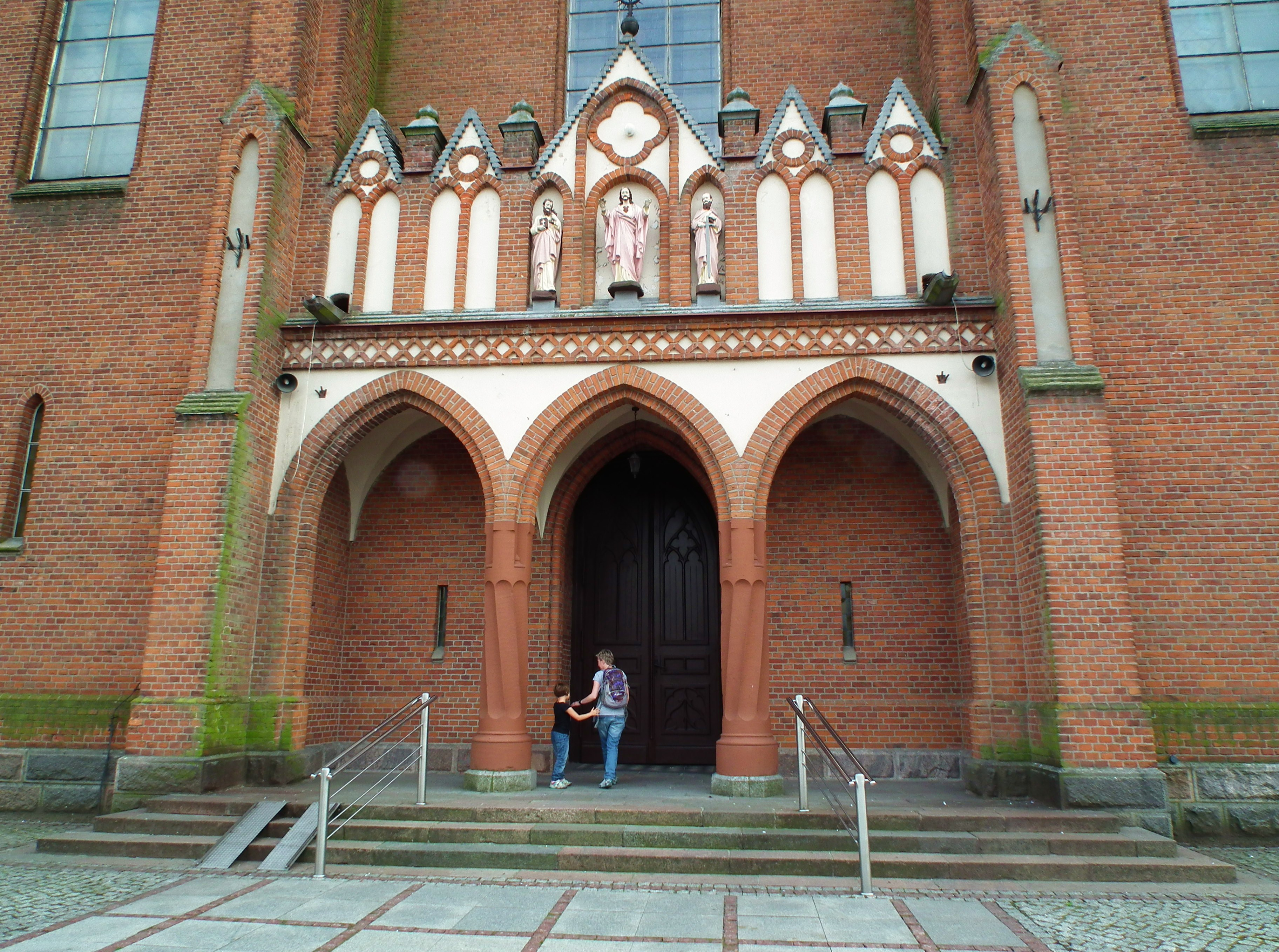
Portal główny

Obecna świątynia została wzniesiona w latach 1909-1912 w stylu neogotyckim według projektu architekta Józefa Piusa Dziekońskiego. Konsekrował ją w 1912 roku biskup płocki Antoni Julian Nowowiejski. Podczas okupacji niemieckiej, w latach 1941-45, w świątyni mieścił się magazyn. W 1985 roku świątynia otrzymała nowa polichromię, której tematyką jest historia chrześcijaństwa w Polsce. W 1995 roku kościół został wyposażony w trzy dzwony o napędzie elektrycznym. Na początku XXI wieku zostały odnowione fugi budowli. W latach 2007–2011, dzięki staraniom proboszcza księdza Józefa Różańskiego została położona nowa posadzka w świątyni. We wrześniu 2012 roku kościół obchodził 100-lecie istnienia. W 2013 roku w prezbiterium zostały zamontowane stalle.
Jest to budowla o trzech nawach, halowa, posiadająca transept i wydzielone trójbocznie zamknięte prezbiterium oraz dwie wieże z przodu. Kościół jest orientowany, murowany, wybudowany z cegły. We wnętrzu znajdują się: ołtarz główny oraz dwa ołtarze boczne.